# Тури (Медио Кампидано)
Тури (итал. Turri) је насеље у Италији у округу Медио Кампидано, региону Сардинија.
Према процени из 2011. у насељу је живело 436 становника. Насеље се налази на надморској висини од 166 м.

## Становништво
Према резултатима пописа становништва 2011. у општини је живело 442 становника.
| 1936. | 1951. | 1961. | 1971. | 1981. | 1991. | 2001. | 2011. |
| ----- | ----- | ----- | ----- | ----- | ----- | ----- | ----- |
| 602   | 729   | 734   | 633   | 597   | 572   | 533   | 442   |